# تل نورآباد
تل نور آباد مربوط به دوران‌های تاریخی پس از اسلام است و در شهرستان نیریز، بخش پشتکوه نی ریز، بین اراضی منابع طبیعی واقع شده و این اثر در تاریخ ۲۳ بهمن ۱۳۸۰ با شمارهٔ ثبت ۴۷۱۸ به‌عنوان یکی از آثار ملی ایران به ثبت رسیده است.